# Ізопроцеси
Ізопроцесами називаються термодинамічні процеси, що протікають у системі з незмінною масою при сталому значенні одного з параметрів стану системи.
| Назва ізопроцесу                             | Рівняння, формула                                             |
| -------------------------------------------- | ------------------------------------------------------------- |
| Ізотермічний процес (закон Бойля — Маріотта) | {\displaystyle pV=const} при {\displaystyle T=const}          |
| Ізохорний процес (закон Шарля)               | {\displaystyle {p \over T}=const} при {\displaystyle V=const} |
| Ізобарний процес (закон Гей-Люссака)         | {\displaystyle {V \over T}=const} при {\displaystyle p=const} |